# Prąd zwarciowy cieplny
Prąd zwarciowy cieplny – wartość skuteczna (wartość średniokwadratowa) prądu zwarciowego zastępczego {\displaystyle i_{k}(t)=i_{AC}+i_{DC},} który wydzieli w torze prądowym w czasie trwania zwarcia, taka samą ilość ciepła, jak rzeczywisty prąd zwarciowy {\displaystyle i(t),} zgodnie z zależnością:
{\displaystyle I_{th}^{2}T_{k}=\int \limits _{0}^{T_{k}}\,i_{k}^{2}(t)dt=\int \limits _{0}^{T_{k}}\,(i_{AC}+i_{DC})^{2}dt,}
gdzie:
{\displaystyle I_{th}} – prąd zwarciowy cieplny,
{\displaystyle T_{k}} – czas trwania zwarcia,
{\displaystyle i(t)} – rzeczywisty prąd zwarciowy,
{\displaystyle i_{AC}} – składowa okresowa prądu zwarcia,
{\displaystyle i_{DC}} – składowa nieokresowa prądu zwarcia.
Innymi słowy jest to wartość skuteczna prądu zwarciowego wyznaczona dla czasu trwania zwarcia, czyli od chwili jego wystąpienia do momentu przerwania prądu zwarciowego. Skutek cieplny zastępczego prądu cieplnego {\displaystyle I_{th}} jest równy rzeczywistemu skutkowi cieplnemu (inaczej całce Joule’a).
Zgodnie z normą IEC 865, zastępczy zwarciowy prąd cieplny wyznacza się według następującego wzoru:
{\displaystyle I_{th}={\sqrt {n+m}}\ I_{k}^{''},}
gdzie:
{\displaystyle m} – bezwymiarowy współczynnik charakteryzujący efekt cieplny wywołany składową nieokresową prądu zwarciowego. Wyznacza się go z wykresu w funkcji {\displaystyle T_{k}} (czasu trwania zwarcia) oraz przy wykorzystaniu współczynnika udaru jako parametru.
{\displaystyle n} – bezwymiarowy współczynnik charakteryzujący efekt cieplny wywołany znikaniem składowej przejściowej i podprzejściowej prądu zwarcia. A więc uwzględnia wpływ cieplny składowej okresowej prądu zwarcia. Wyznacza się go również z wykresu w funkcji czasu trwania zwarcia oraz przy wykorzystaniu stosunku {\displaystyle I_{k}^{''}/I_{K}} jako parametru. Dla zwarć odległych {\displaystyle n=1,} natomiast dla silników asynchronicznych {\displaystyle n=0.}
Norma podaje również wzory do wyznaczenia bezwymiarowych współczynników {\displaystyle m} i {\displaystyle n} w następującej postaci:
{\displaystyle n={\frac {1}{T_{k}}}\int \limits _{0}^{T_{k}}\,\left({\frac {I_{AC}}{I_{k}^{''}}}\right)^{2}dt,}
{\displaystyle m={\frac {1}{T_{k}}}\int \limits _{0}^{T_{k}}\,\left({\frac {i_{DC}}{I_{k}^{''}}}\right)^{2}dt.}
W przypadku kilkukrotnego przepływu prądu zwarciowego (np. podczas nieudanego cyklu SPZ). należy korzystać ze wzoru:
{\displaystyle I_{th}={\sqrt {{\frac {1}{t_{K}}}\sum \limits _{i=1}^{n}I_{thi}t_{Ki}}},}
gdzie:
{\displaystyle t_{K}=\sum \limits _{i=1}^{n}t_{Ki}.}
Ponadto należy zaznaczyć, że w przypadku wyznaczania prądu {\displaystyle I_{th}} w układzie promieniowym niepoprawne jest zastosowanie sumowania zastępczych prądów cieplnych cząstkowych, tak jak w przypadku cząstkowych prądów udarowych lub cząstkowych prądów wyłączeniowych. W tym przypadku konieczne jest wyznaczenie całkowitego prądu początkowego {\displaystyle I_{K}^{''}} oraz związanych z nim współczynników {\displaystyle m} i {\displaystyle n.} Wynika to z zależności że suma kwadratów liczb nie jest równa kwadratowi ich sumy, a wiadomo że efekty cieplne związane są z kwadratami wartości prądów.
W obwodzie, w którym płynie w czasie zwarcia sumaryczny prąd zwarciowy k źródeł o odmiennym charakterze zmienności prądu, wypadkowy prąd zastępczy cieplny oblicza się z następującego wzoru:
{\displaystyle I_{th}={\sqrt {\left(\sum \limits _{i=1}^{k}{\sqrt {n_{i}}}I_{Ki}^{''}\right)^{2}+\left(\sum \limits _{i=1}^{k}{\sqrt {m_{i}}}I_{Ki}^{''}\right)^{2}}}.}